# A Bad Moms Christmas
A Bad Moms Christmas is een Amerikaanse komische film uit 2017 met in de hoofdrol Mila Kunis. De film is een vervolg op Bad Moms uit 2016. De film werd heel slecht ontvangen door recensenten maar wist toch 130 miljoen dollar op te brengen in de bioscopen. 

## Rolverdeling
- Mila Kunis - Amy Mitchell
- Kristen Bell - Kiki
- Kathryn Hahn - Carla Dunkler
- Christine Baranski - Ruth
- Cheryl Hines - Sandy
- Susan Sarandon - Isis Dunkler
- Jay Hernandez - Jesse Harkness